# Saint-Benoît-la-Chipotte
Saint-Benoît-la-Chipotte – miejscowość i gmina we Francji, w regionie Grand Est, w departamencie Wogezy.
Według danych na rok 1990 gminę zamieszkiwały 362 osoby, a gęstość zaludnienia wynosiła 17 osób/km² (wśród 2335 gmin Lotaryngii Saint-Benoît-la-Chipotte plasuje się na 694. miejscu pod względem liczby ludności, natomiast pod względem powierzchni na miejscu 150.).